# クラウデ・ゴンサルヴェス
クラウデ・ゴンサルヴェス（Claude Gonçalves）ことジョアキム・クラウデ・ゴンサルヴェス・アラウージョ（ポルトガル語: Joaquim Claude Gonçalves Araújo、1994年4月9日 - ）は、ポルトガルとフランスのサッカー選手。ポジションはMF。

## クラブ歴
コルシカ島プロプリアノに生まれ、ACアジャクシオの下部組織で育った。2013年9月21日の試合で後半開始からジャン＝バプティスト・ピエラッツィに代わって投入され、リーグ・アンで選手初出場を記録した。同シーズン14試合にスターティングメンバーとして出場、合計23試合に出場したが、クラブは最下位で降格した。
2016年6月20日、プリメイラ・リーガのCDトンデラに2年契約で完全移籍。8月13日の試合で移籍後初出場となった。
2018年8月30日、リーグ・ドゥのトロワACに2年契約で完全移籍。10月26日の試合でヨアン・サルミエに代わって投入され、移籍後初出場となった。
2019年夏、プリメイラ・リーガのジル・ヴィセンテFCに完全移籍。10月19日に移籍後初得点を記録した。
2021年5月、ブルガリアプロサッカーリーグのPFCルドゴレツ・ラズグラドに7月1日から完全移籍する事が発表された。
2024年6月15日、レギア・ワルシャワに移籍した。

## 代表歴
ポルトガルU-20代表として第42回トゥーロン国際大会に出場している。